# Machimus nigrosetosus
Machimus nigrosetosus là một loài ruồi trong họ Asilidae. Machimus nigrosetosus được Séguy miêu tả năm 1941. Loài này phân bố ở vùng Cổ Bắc giới.